# 匍匐杜鹃
匍匐杜鹃（学名：Rhododendron erastum）为杜鹃花科杜鹃花属下的一个种。

## 扩展阅读
- 維基物種上的相關：匍匐杜鹃